# Кардозу, Барбьери
Агошти́нью Барбье́ри де Фигейре́ду Бати́шта Кардо́зу (порт. Agostinho Barbieri de Figueiredo Batista Cardoso; 7 июля 1907, Лиссабон — 12 июля 1985, Лиссабон) — португальский полицейский, деятель спецслужб и антикоммунистический политик, в 1962—1974 годах — заместитель директора ПИДЕ. Считался главным стратегом репрессивной политики режима Салазара—Каэтану, являлся организатором ряда спецопераций ПИДЕ. Обвинялся в организации убийства генерала Делгаду. После Революции гвоздик основал ультраправое подполье — Армию освобождения Португалии. Руководил подпольем из эмиграции, активно участвовал в политической борьбе Жаркого лета 1975. Вернулся в Португалию после изменения политической обстановки.

## Полицейская служба и политические взгляды
Родился в семье лиссабонского коммерсанта итальянского происхождения. В конце 1920-х служил в гражданской полиции. Придерживался крайне правых политических взглядов, был убеждённым сторонником корпоративизма и лузотропикализма. Полностью поддерживал режим Нового государства Антониу Салазара. Состоял в Национальном союзе.
Барбьери Кардозу поступил на службу в тайную полицию ПИДЕ (1933—1945 — PDVE, 1945—1969 — PIDE, 1969—1974 — DGS). Быстро выдвинулся в первый ряд функционеров спецслужбы. При этом Кардозу считал ПИДЕ не только полицейской, но и политической структурой — что привело его к конфликту с директором Омеру ди Матушем — профессиональным военным, который рассматривал спецслужбу как сугубо «информационное» учреждение. С 1960 по 1962 Кардозу находился во временной отставке.

## В руководстве ПИДЕ
В 1962 он был назначен заместителем директора ПИДЕ Фернанду Силва Паиша. В руководстве ПИДЕ (с 1969 PIDE переименована в DGS) Барбьери Кардозу занимался стратегическим планированием. Он рассматривался как главный стратег репрессивной политики режима, многие считали Кардозу реальным главой политической полиции. Состоял в последнем составе Центрального совета Португальского легиона.
Барбьери Кардозу руководил тайными спецоперациями ПИДЕ. Он выступил инициатором и основным организатором убийства лидера оппозиции генерала Умберту Делгаду в 1965 году. Кардозу утвердил план операции, сформировал спецгруппу и контролировал ход исполнения. Именно Кардозу, вопреки сложившейся практике, принял на службу в ПИДЕ уголовного преступника Казимиру Монтейру — непосредственного убийцу генерала Делгаду.

Идея нейтрализации генерала Умберту Делгаду возникла возникла в уме Агостиньо Барбьери Кардозу, лучшего инспектора ПИДЕ.

Антониу Роза Казаку, функционер ПИДЕ, командир ликвидационной бригады

Убийство Делгаду было сложной международной операцией, которую ПИДЕ осуществило в тесном взаимодействии с группами, впоследствии создавшими Aginter Press. Оперативные связи с европейскими ультраправыми организациями по линии Гладио являлись одним из важных направлений Барбьери Кардозу. На посту заместителя директора он курировал также контакты с Испанией и странами НАТО.
Важной задачей Барбьери Кардозу было руководство деятельностью ПИДЕ в португальских колониях. Особое внимание Кардозу уделял борьбе с ПАИГК в Португальской Гвинее, установлению связей с африканскими политиками и партизанскими командирами — в итоге эта активность обернулась убийством Амилкара Кабрала. Отмечались также тайные контакты агентов Кардозу с лидером ангольского движения УНИТА Жонасом Савимби.
Барбьери Кардозу отличался профессионализмом и дальновидностью. В отличие от большинства деятелей режима, в начале 1974 года он предвидел — по крайней мере, на уровня предчувствия — скорое выступление военной оппозиции и падение режима. Существуют свидетельства о такого рода ожиданиях Кардозу за несколько дней до начала революции. В то же время, в беседе со своим личным другом, шефом французской SDECE Александром де Мараншем (их особенно связывала совместная активность в Африке) Барбьери Кардозу говорил о полном спокойствии в Португалии. Из этого делается вывод, что спецслужбы в целом имели объективную картину ситуации, но не были готовы к конкретному дню переворота.

## Организатор ультраправого подполья
25 апреля 1974 года португальская Революция гвоздик свергла режим Марселу Каэтану. ПИДЕ была расформирована, её функционеры во главе с Силвой Паишем арестованы. Однако Барбьери Кардозу в этот день находился на совещании представителей НАТО в Брюсселе и потому остался на свободе. По воспоминаниям очевидцев, первоначально он отказывался верить в произошедшее.
Португальскую революцию Барбьери Кардозу воспринял крайне враждебно и практически сразу включился в борьбу против неё. Перебравшись в Испанию, он установил связь с католическими кругами в Браге и с нелегальными антикоммунистическими группировками.
6 января 1975 под руководством Кардозу была создана подпольно-террористическая Армия освобождения Португалии (ELP). Это организация, объединившая ультраправых активистов и бывших агентов ПИДЕ, развернула кампанию насильственных акций против Португальской компартии, социалистического правительства Вашку Гонсалвиша, леворадикального крыла Движения вооружённых сил.

Костяк ЭЛП спаяли идейные сотрудники ПИДЕ, успевшие бежать в Испанию или уйти в подполье. Профессионалы плаща и кинжала, огня и металла. Умевшие работать с людьми уголовной «последней штольни». Их олицетворением выступал Барбьери Кардозу.

Деятельностью ELP Кардозу руководил из Мадрида. Боевики Кардозу совершили более пятисот крупных атак и терактов. В агитационных материалах ELP содержались прямые призывы к убийствам «врагов родины» и «коммунистических предателей», инструкции по совершению терактов. ELP являлась одним ударных отрядов правых сил Португалии во время Жаркого лета 1975 года. Организация Барбьери Кардозу идеологически была самой радикальной структурой правого лагеря. Изгнание марксистов понималось как «революция справа», в духе Aginter Press, идеологии Стефано Делле Кьяйе и Ива Герен-Серака.
ELP самораспустилась в 1976 — после того, как политическая обстановка в Португалии изменилась в пользу правых.

## Суд и возвращение
В 1981 году в Лиссабоне был оглашён приговор судебного процесса над группой функционеров ПИДЕ, обвиняемых в убийстве генерала Делгаду. Одним из судимых заочно являлся Барбьери Кардозу, проживавший тогда во Франции. Убийство не было признано политическим, поскольку квалифицировалось как «выполнение приказа в рамках полицейской службы». Барбьери Кардозу был признан виновным лишь в служебных подлогах, приговорён к четырём годам заключения и впоследствии амнистирован.
В 1980 году убедительную победу на парламентских выборах одержал правый Демократический альянс. Барбьери Кардозу вернулся в Португалию. Скончался в португальской столице в возрасте 78 лет.

## Семья
Барбьери Кардозу был женат, имел сына и дочь. Его сын Нуну Барбьери служил в ВМС Португалии. Нуну Барбьери был активным участником политической борьбы 1975 года на стороне генерала Спинолы и Каулзы ди Арриага, состоял в близкой ЭЛП организации МДЛП.

## Факты
Барбьери Кардозу был страстным футбольным болельщиком. На посту в ПИДЕ он курировал ФК Бенфика, матчи с участием команды посещал по специальным приглашениям.
Внешний имидж Барбьери Кардозу отличался подчёркнутой «ботанической» интеллигентностью. Но существуют иные оценки его внешности: «жёсткость черт, пронизывающий холод взгляда».
Барбьери Кардозу фигурирует как персонаж в фильме Operação Outono — Операция Осень — об убийстве Умберту Делгаду. Роль Кардозу исполняет известный актёр и режиссёр Жозе Нашсименту.